# باول نيفين
باول نيفين (بالإنجليزية: Paul Nevin)‏ (23 يونيو 1969 - ) هو لاعب كرة قدم نيوزلندي في مركز الدفاع. لعب مع يوفل تاون.

## وصلات خارجية
- باول نيفين على موقع Soccerway.com (الإنجليزية)